# Valle di Beit HaKerem

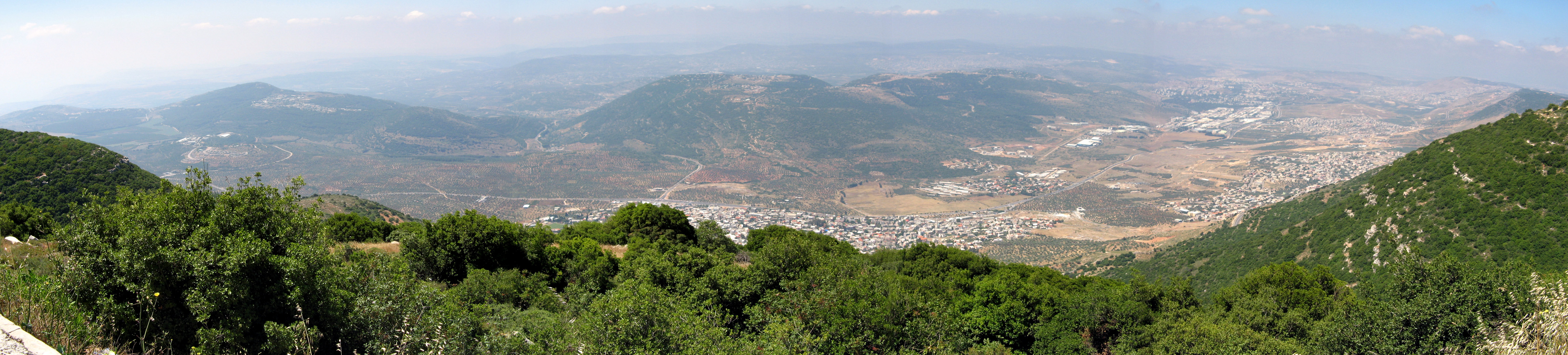
Panorama della valle di Beit HaKerem

La valle di Beit HaKerem (conosciuta anche come valle di Šagor) è una valle nel nord di Israele.
La Galilea è divisa in Alta Galilea con montagne relativamente alte e la Bassa Galilea a sud, con montagne più basse. Le due parti della Galilea sono separate dalla valle di Beit HaKerem. Le cinque autorità locali arabe (Bi'ina, Deir al-Asad, Majd al-Krum, Nahf e Rameh) e le due autorità locali ebraiche (Karmiel e Misgav) della valle di Beit HaKerem formano un "gruppo" di municipalità, dove vengono create strategie di sviluppo a lungo termine, migliorato lo sviluppo economico e ricevere finanziamenti pubblici.